# Giorgio Fedalto
Giorgio Fedalto (* 20. Juli 1930 in Mestre) ist ein italienischer römisch-katholischer Kirchenhistoriker, der von 1975 bis 2005 an der Universität Padua lehrte.

## Leben
Seine Eltern waren Giuseppe Fedalto und Maria Bernardi. 1953 wurde er an der Mailänder Katholischen Universität in Jura promoviert. Anschließend trat er in das Priesterseminar in Mailand ein, wechselte 1955 an das Almo Collegio Capranica in Rom und wurde 1958 zum Priester geweiht. 1960 wurde er in Theologie an der Gregoriana in Rom promoviert, 1965 in kanonischem Recht an der Lateranuniversität.
Von 1962 bis 1968 unterrichtete er Philosophiegeschichte am Seminario Patriarcale di Venezia. Von 1970 bis 1975 lehrte er frühchristliche Literatur an der Universität Padua, von 1975 bis zu seinem Ruhestand 1995 war er Ordinarius für Kirchengeschichte und lehrte dort auch byzantinische Geschichte.
Er befasste sich vor allem mit der Kirchengeschichte des östlichen Mittelmeerraumes, sein Hauptwerk bildet die „Hierarchia Ecclesiastica Orientalis“, ein Werk zu Amtsträgern der Ostkirchen. Auch edierte er die die Ostkirchen betreffenden Akten Papst Eugens IV. (1431–1447). Ferner arbeitet er zur Kirchengeschichte Venedigs und zu den Anfängen der späteren Republik Venedig.
1972 wurde er Socio effettivo des venezianischen Ateneo Veneto, 1986 der Deputazione di Storia Patria per le Venezie.

## Veröffentlichungen (Auswahl)
- Ricerche storiche sulla posizione giuridica ed ecclesiastica dei Greci a Venezia nei secoli XV e XVI. Leo S. Olschki, Florenz 1967.
- Simone Atumano. Monaco di Studio, arcivescovo latino di Tebe. Secolo XIV. Paideia Ed., Brescia 1968; 2. Auflage 2007, ISBN 978-88-394-0741-2.
- Massimo Margunio e il suo commento al „De trinitate“ di S. Agostino (1588). Paideia Ed., Brescia 1968.
- La chiesa latina in Oriente. Mazzina, Verona.
- Band 1. 1972; 2. Auflage 1981.
- Band 2. Hierarchia latina Orientis. 1976; 2. Auflage 2006, ISBN 88-85073-77-8.
- Band 3. Documenti veneziani. 1978.
- Le minoranze straniere. In: Hans-Georg Beck, Manoussos Manousakas, Agostino Pertusi (Hrsg.): Venezia centro di mediazione tra Oriente e Occidente. Band 1, Leo S. Olschki, Florenz 1977, S. 143–163 (zugewanderte Minderheiten in Venedig).
- mit Silvio Tramontin, Antonio Lazzarini, Antonio Niero (Hrsg.): Venezia e il movimento cattolico Italiano. Venedig 1974.
- mit Antonio Carile: Le origini di Venezia. Pàtron, Bologna 1978.
  - darin: La formazione del ducato veneziano. S. 37–93.
- La Chiesa Latina in Oriente. Verona 1981.
- Hierarchia ecclesiastica orientalis. Series episcoporum ecclesiarum christianarum orientalium. Ed. Messagero, Padua
- Band 1: Patriarchatus Constantinopolitanus. 1988.
- Band 2: Patriarchatus Alexandrinus, Antiochenus, Hierosolymitanus. 1988.[3]
- Band 3: Supplementum. 2006, ISBN 88-250-1393-0.
- (Hrsg.): Acta Eugenii Papae IV. (1431–1447). E Vaticanis aliisque regestis collegit notisque illustravit (= Pontificia commissio ad redigendum codicem iuris canonici orientalis. Fontes 3, 15). Rom 1990.
- Le Chiese d’Oriente. Dal Seicento ai nostri giorni. Jaca Books, Mailand 1995.
- mit Roger Aubert, Diego Quaglioni: La Storia dei Concili. Ed. San Paolo, Mailand 1995.
- Le porte del Cielo: Il cristianesimo e i segni dell’Aldilà: apparizioni, visioni, testimoni. Ed. San Paolo, Cinisello Balsamo 2002, ISBN 88-215-4640-3.
- Hierarchia Catholica usque ad saecula XIII–XIV sive series episcoporum Ecclesiae Catholicae. Messagero di S. Antonio, Padua 2012, ISBN 978-88-250-2495-1.
- Da pasqua il tempo nuovo. Questioni di cronologia ebraico-cristiana. Mazziana, Verona 2012.
- Le chiese orientali. Sintesi storica. Mazziana Verona 2016, ISBN 978-88-97243-24-3.
- mit Renato D’Antiga (Hrsg.): Venezia quasi un’altra Bisanzio. Studi in onore dell’Istituto ellenico di studi bizantini e post-bizantini di Venezia e dei suoi direttori. Marcianum Press, Venedig 2018, ISBN 978-88-6512-600-4.

gesammelte kleine Schriften
- San Marco da Aquileia a Venezia. Saggi su Terre e Chiese venete. Mazziana, Verona 2014, ISBN 978-88-97243-14-4 (Inhaltsverzeichnis).
- Cristiani entro e oltre gli Imperi. Saggi su Terre e Chiese d’Oriente. Mazziana, Verona 2014, ISBN 978-88-97243-16-8 (Inhaltsverzeichnis).
- In cammino tra fede e cultura. Saggi di Storia e Spiritualità. Mazziana, Verona 2022, ISBN 978-88-97243-40-3 (Inhaltsverzeichnis).